# Metepec, Hidalgo
Metepec är en kommun i Mexiko.   Den ligger i delstaten Hidalgo, i den sydöstra delen av landet, 120 km nordost om huvudstaden Mexico City. Antalet invånare är 9 278. Arean är 192 kvadratkilometer.
Terrängen i Metepec är varierad.
Följande samhällen finns i Metepec:
- Estación de Apulco
- Colonia Nueva Ex-Hacienda de Apulco
- Nopalillo
- Acocul Cebolletas
- Tortugas
- El Casco
- El Sabino
- San José Palmillas Parte Baja
- Peña Colorada
- El Vesubio